# Nils Östensson
Nils Holger Östensson (* 29. April 1918 in Transtrand, Schweden; † 24. Juli 1949 in Risberget, Norwegen) war ein schwedischer Skilangläufer und Olympiasieger.

## Werdegang
Östensen, der für den Hofors AIF und den Sälens IF startete, holte bei den Nordischen Skiweltmeisterschaften 1941 mit der schwedischen Staffel die Silbermedaille hinter den Finnen. Diese Weltmeisterschaften wurden allerdings auf einem Kongress der Fédération Internationale de Ski (FIS) im Jahr 1946 offiziell annulliert. Bei den Svenska Skidspelen im Jahr 1947 gewann er das Rennen über 17 km. In St. Moritz holte er 1948 bei den Olympischen Winterspielen die Goldmedaille mit der schwedischen Staffel (Nils Täpp, Gunnar Eriksson und Martin Lundström) und die Silbermedaille über 18 km. Im folgenden Jahr gewann er die Wettbewerbe über 18 km und 50 km beim Holmenkollen Skifestival und errang bei den Svenska Skidspelen in Sollefteå den zweiten Platz im 50-km-Lauf. Im selben Jahr starb er nach einem Motorradunfall.
Östensen wurde viermal schwedischer Meister. 1941 siegte er mit der Staffel von Hofors AIF, 1942 über 15 km, 1947 über 30 km und 1949 über 50 km.